# Новый Быт (Ленинградская область)
Но́вый Быт — посёлок при станции в Шумском сельском поселении Кировского района Ленинградской области.

## Название
В названии отражено изменение уровня жизни селян с приходом советской власти.

## История
С 1917 по 1924 год разъезд Кононово и пристанционный посёлок находились в составе Войбокальского сельсовета Шумской волости Волховского уезда.
С 1924 года — в составе Рындельского сельсовета.
Согласно данным переписи населения СССР 1926 года на разъезде Кононово Рындельского сельсовета Шумской волости Волховского уезда проживали 49 человек — все русские.
С августа 1927 года — в составе Мгинского района.
С 1 января 1930 года разъезд Кононово учитывается областными административными данными как посёлок Новый Быт.
По данным 1933 года посёлок Новый Быт входил в состав Рындельского сельсовета Мгинского района.

Станция Новый Быт на карте 1941 года

Согласно топографической карте РККА 1941 года станция называлась Полустанок Кононова, при котором располагались два хутора.
С 1954 года — в составе Ратницкого сельсовета.
С 1960 года — в составе Волховского района.
В 1961 году население посёлка составляло 448 человек.
По данным 1966 и 1973 годов посёлок Новый Быт находился в подчинении Шумского сельсовета Волховского района.
По данным 1990 года посёлок Новый Быт входил в состав Шумского сельсовета Кировского района.
В 1997 году в посёлке Новый Быт Шумской волости проживал 291 человек, в 2002 году — 265 человек (русские — 93 %).
В 2007 году в посёлке Новый Быт Шумского СП проживали 238 человек, в 2010 году — 206.

## География
Расположен в восточной части района у железнодорожной станции Новый Быт на автодороге 41К-238 (Войбокало — Новый Быт).
Расстояние до административного центра поселения — 9 км.
Посёлок граничит с землями Войбокальского участкового лесничества Кировского лесничества — филиала ЛОГУ «Ленобллес».

## Демография
| 2007 | 2010 | 2011 | 2017 |
| ---- | ---- | ---- | ---- |
| 238  | ↘206 | ↗224 | ↘218 |

## Инфраструктура
По данным администрации на 2011 год посёлок насчитывал 99 домов, в которых проживали 224 человека.

## Улицы
Волховская, Железнодорожная, Лесная, Связи, Школьная, Школьный переулок.